# Бремер, Евгения Адольфовна
Евгения Адольфовна Винницкая (Бремер) (1904/1905 — осень 1942) — советская разведчица.

## Биография
Родилась в Москве в семье инженера энергетика Адольфа Бремера, выходца из Эстляндии (воспоминания родственников)
Немка, работала в Киевском окротделе ГПУ. В 1938—1939 содержалась под арестом в Лукьяновской тюрьме НКВД в Киеве в связи со следствием по делу её мужа, майора ГБ Г. М. Осинина-Винницкого. Была освобождена из-за отсутствия доказательства вины. С 1939 секретный сотрудник НКВД УССР. С сентября 1941 в составе диверсионно-разведывательной группы НКВД УССР И. Д. Кудри, оставшейся в Киеве после захвата нацистами. Сумела завести знакомства среди офицеров немецкой военной железнодорожной службы и собирала сведения о военных перевозках, графике поездов, военных грузах и специальных эшелонах. Вместе с другой участницей группы Р. Н. Капшученко (Раисой Окипной) организовала вывод из лагеря военнопленных 19 советских офицеров. 5 июля 1942 арестована немецкой контрразведкой, в сентябре (по другим данным в ноябре) 1942 была расстреляна вместе с другими участниками подпольной группы в Бабьем Яру.
По воспоминаниям родственников, не расстреляна, а была замучена фашистами, посадившими её в автомобиль, выхлоп которого был направлен в салон